# Václav Feršman
Václav Feršman, křtěný Václav Jan Jaroslav (6. července 1853 Dlouhé Pole – 6. března 1927 Benešov), byl český středoškolský profesor a hospodářský spisovatel.

## Život
Narodil se poblíž Benešova v obci Dlouhé Pole v rodině majitele statku Jana Feršmana a jeho ženy Johanny roz. Vojáčkové. Vzdělání nabral zprvu v obecné škole, následně studoval Hospodářství v Táboře, dále pak pokračoval ve Vídni na vyšší zemědělské škole a studium završil na akademii v Hokenheimu, kde získal i diplom.
Od roku 1877 působil coby pomocný učitel na střední hospodářské škole v Táboře a v roce 1890 se pak stal na téže škole řádným profesorem praktického hospodářství. V polovině června roku 1882 se Václav Feršman oženil s Marií Annou Schulzovou a měli spolu 5 dětí, nejstarší dceru Vilemínu, dále pak Ludmilu, Helenu, Marii a nejmladšího syna Jana.
Na penzi se odstěhoval do Benešova, kde 3. června roku 1927 zemřel a následně byly jeho ostatky převezeny do Písku, kde byl pohřben na místním hřbitově.
Václav Feršman rovněž publikoval odborné texty o zemědělském hospodaření.

## Literární dílo
- 1894 O krmivech a jich upravování[9]
- 1887 Základy chovu a užitku zvířectva hospodářského[10]

Přispíval rovněž do Ottova slovníku naučného pod značkou Frš. Byl autorem nebo spoluautorem hesel:
- Deputát
- Pisum (část)